# Epaminóndas Deligiórgis
Epaminóndas Deligiórgis (1829 — 1889) foi um político da Grécia. Ocupou o cargo de primeiro-ministro da Grécia.

## Vida
Foi um advogado grego, repórter de jornal e político que serviu como 20º ministro da Grécia. Ele era filho de Dimitrios Deligeorgis, um político de Missolonghi que participou da Guerra da Independência da Grécia. Deligiorgis estudou direito na Universidade de Atenas e entrou para a política em 1854. Ele não era um defensor do Megali Idea (Grande Ideia) e pensava que a melhor solução para a Questão Oriental seria melhorar a condição dos gregos que viviam na Macedônia, Épiro, Trácia e Ásia Menor sob controle otomano por meio da liberalização do Império Otomano. Deligiorgis foi quem, em 10 de outubro de 1862, declarou o fim do reinado do rei Otto e a convocação de uma assembléia nacional.